# 스즈키 사토미 (수영 선수)
스즈키 사토미(일본어: 鈴木 聡美, すずき さとみ, 1991년 1월 29일 ~ )는 평영을 주종목으로 하는 일본의 수영 선수이다. 2012년 런던 올림픽 평영 200m 은메달 리스트다. 2014년 인천 아시안 게임 여자 평영 50m 결승 경기에서 31초34로 금메달을 획득했다.